# Wang Chao (stolní tenista)
Wang Chao (čínsky pchin-jinem Wáng Hào, znaky 王皓; * 1. prosince 1983) je bývalý čínský stolní tenista.
Jedná se o ofenzivně laděného praváka s tužkovým držením pálky. Vyniká ve velmi rychlé hře blízko u stolu, s oblibou hraje míče krátce po odrazu, čímž velmi zrychluje hru. Na rozdíl od většiny „penholderů“ skvěle ovládá „reverzní“ backhandový topspin, často hraný i s boční rotací. Tento úder je hraný opačnou stranou rakety, než forehand. Jak tvrdý forehandový drive, tak i reverzní backhand hraje Wang Chao často i z velice krátkých a nízkých míčků, které většina jiných hráčů již není schopna zahrát účinně útočně. V tom se Wang Chao velmi podobá svému kolegovi z čínské reprezentace Ma Linovi, s nímž také často trénuje.

## Dosažené úspěchy
- 2004 – stříbrná medaile z olympijských her ve dvouhře mužů
- 2005 – mistr světa ve čtyřhře mužů
- 2008 – stříbrná medaile z olympijských her ve dvouhře mužů
- 2009 – mistr světa ve dvouhře a čtyřhře mužů
- 2010 – vítěz světového poháru mužů
- 2011 – vicemistr světa ve dvouhře mužů